# Spencer Drever
Spencer Drever (30 agosto 2003) è un attore canadese.

## Filmografia

### Cinema
- Diario di una schiappa 2 - La legge dei più grandi (Diary of a Wimpy Kid: Rodrick Rules), regia di David Bowers (2011)
- The Confirmation, regia di Bob Nelson (2016)
- The 9th Life of Louis Drax, regia di Alexandre Aja (2016)
- Devil's Gate, regia di Clay Staub (2017)
- Welcome to the Circle, regia di David Fowler (2017)
- Shape and Form, regia di Bradley Scott Keeling - cortometraggio (2017)
- Un viaggio a quattro zampe (A Dog's Way Home), regia di Charles Martin Smith (2018)

### Televisione
- C'era una volta (Once Upon a Time) – serie TV, episodio 2x14 (2013)
- Distruzione totale (Eve of Destruction) – serie TV, episodi 1x01-1x02 (2013)
- Professor Young (Mr. Young) – serie TV, episodio 3x21 (2013)
- Red Widow – serie TV, episodio 1x05 (2013)
- Stalkers, regia di Mark Tonderai – film TV (2013)
- Happy Face Killer, regia di Rick Bota – film TV (2014)
- Il mistero delle lettere perdute (Signed, Sealed, Delivered) – serie TV, episodio 1x01 (2014)
- The 100 – serie TV, episodio 1x06 (2014)
- Fargo – serie TV, 4 episodi (2014)
- R. L. Stine's The Haunting Hour – serie TV, episodio 4x07 (2014)
- Strange Empire – serie TV, episodi 1x01-1x11 (2014-2015)
- Olympus – serie TV, episodi 1x10-1x13 (2015)
- The Whispers – serie TV, episodio 1x09 (2015)
- La giustizia di una madre (Her Own Justice), regia di Jason Bourque – film TV (2015)
- Motive – serie TV, episodio 4x01 (2016)
- Quando chiama il cuore (When Calls the Heart) – serie TV, 4 episodi (2017)
- Supernatural – serie TV, episodio 12x17 (2017)
- Unspeakable – miniserie TV, puntate 04-05 (2019)